# Giovan Battista Silvestri

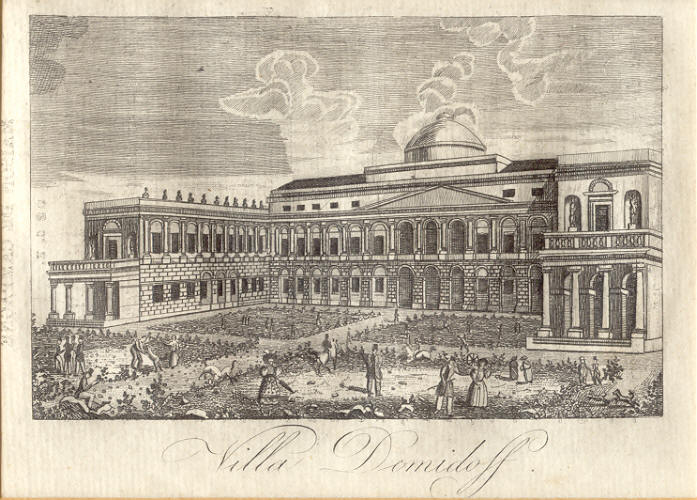
Villa San Donato, Firenze

Giovan Battista Silvestri (Firenze, 1796 – 3 luglio 1873) è stato un architetto e pittore italiano.

## Biografia
Formatosi all'Accademia di belle arti di Firenze, si perfezionò a Roma, dove divenne membro dell'Accademia di San Luca.
Fu attivo a Livorno (ad esempio progetto per l'isolamento delle fortificazioni a sud del Porto Mediceo), Siena (progetto per nuova Barriera San Lorenzo) e Firenze, dove rinnovò il Palazzo Altoviti Sangalletti (1827) e progettò Villa San Donato, un'imponente dimora neoclassica per i principi russi Demidoff.
Inoltre nel 1822 presentò il disegno per la facciata in stile neogotico di Santa Maria del Fiore, contribuendo a risvegliare l'interesse per il completamento della basilica fiorentina dopo oltre un secolo e mezzo di silenzio.
Morì a Firenze e venne sepolto nel cimitero della Ven. Arciconfraternita della Misericordia di Firenze, il camposanto di Pinti, nel porticato sinistro riservato alle sepolture speciali.